# Буртенбах
Буртенбах (нем. Burtenbach) — община в Германии, в земле Бавария. 
Подчиняется административному округу Швабия. Входит в состав района Гюнцбург.  Население составляет 3178 человек (на 31 декабря 2010 года). Занимает площадь 37,64 км².